# One Man Gang
George Gray, maggiormente conosciuto con i nomi One Man Gang ed Akeem (Spartanburg, 12 febbraio 1960), è un ex wrestler statunitense.

## Carriera nel wrestling professionistico

### Inizi

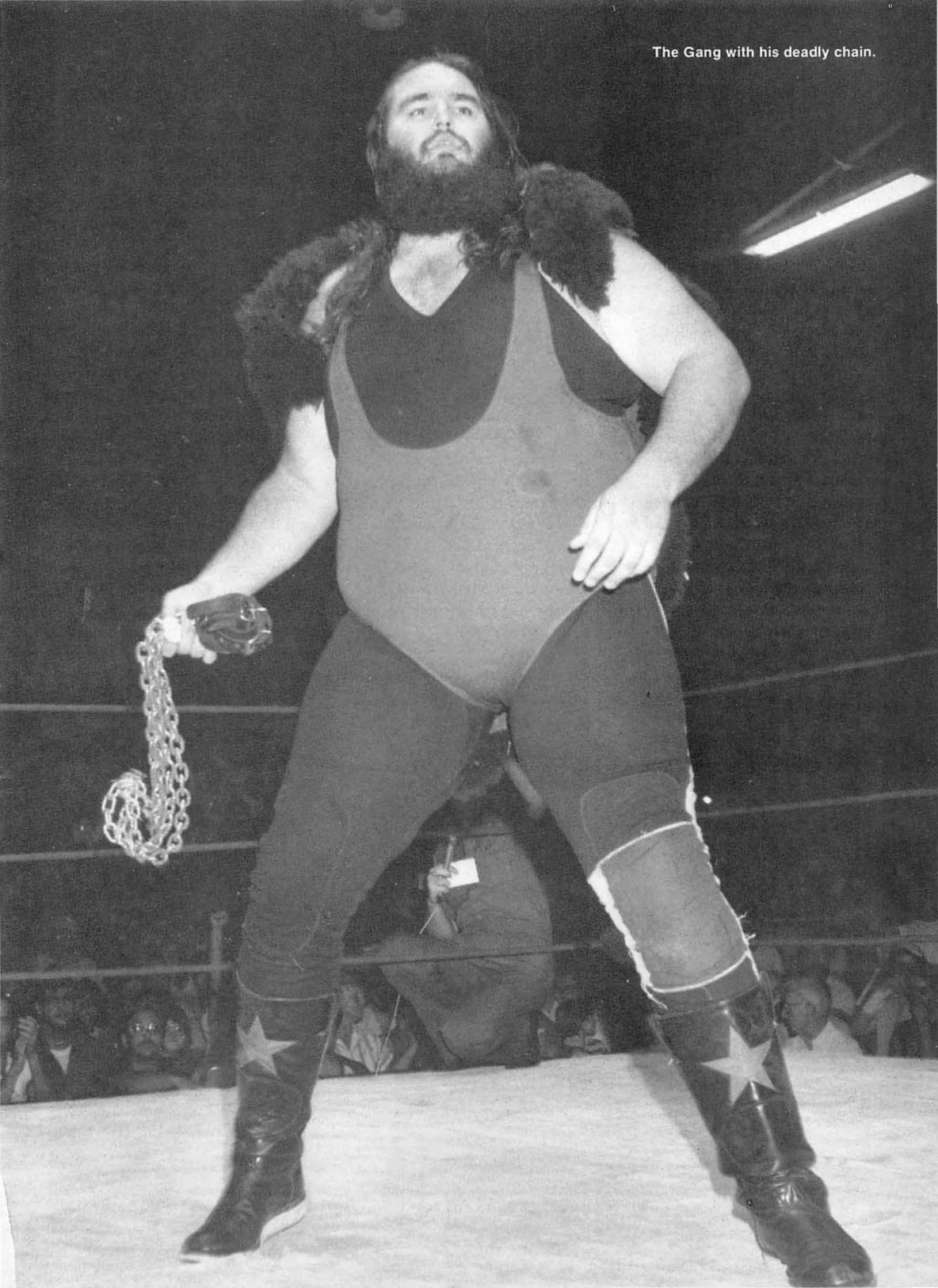
One Man Gang nel 1984

Gray, nativo di Spartanburg, South Carolina, crebbe nella cittadina di Arcadia, South Carolina, allenandosi in palestra con i lottatori veterani Chief Jay Eagle (Jerry Bragg) e Darren "Rattlesnake" Westbrooks. Gray iniziò la sua carriera nel mondo del wrestling all'età di 17 anni combattendo con il nome "Crusher Gray". Successivamente entrò nella International Championship Wrestling, con base a Lexington (Kentucky), con il ring name di Crusher Broomfield. In seguito lottò in diverse federazioni locali affiliate alla National Wrestling Alliance, come la Mid-South Wrestling e la World Class Championship Wrestling adottando l'identità del pachidermico teppista di strada One Man Gang, proveniente dalle zone malfamate di Chicago. I suoi manager dell'epoca furono in sequenza Kevin Sullivan, Theodore Long, Gentleman Jim Holiday, e Sir Oliver Humperdink. Il nome della sua nuova gimmick si deve all'annunciatore Jim Ross, che all'epoca lavorava nella Mid-South, il quale quando venne assalito da Gray esclamò terrorizzato: «He's a one-man gang!» ("È un'intera banda di delinquenti fatta da un solo uomo!")

### Territori vari (1983–1986)

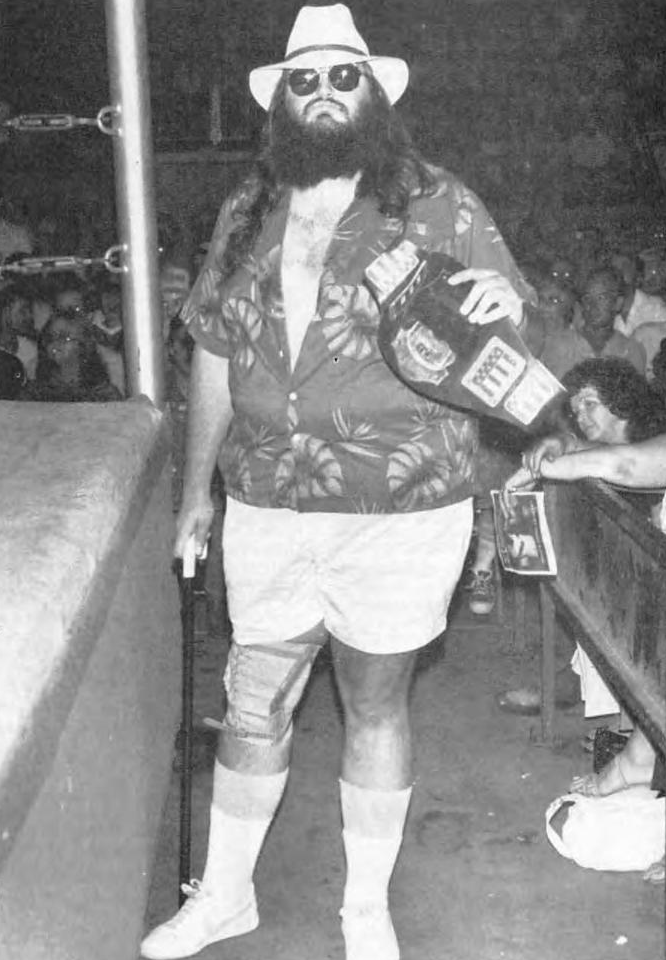
Gang con il titolo NWA Brass Knuckles Championship (Florida version), 1984 circa

Nel triennio 1983–1986 lavorò in molte federazioni regionali; il successo maggiore in questo periodo lo riscosse in Florida dove ebbe una rivalità con Dusty Rhodes dal 1983 al 1984. Inoltre, ebbe dei feud con Blackjack Mulligan e Mike Rotunda. In coppia con Ron Bass conquistò i titoli di coppia NWA United States sconfiggendo Rhodes e Mike Davis. I due persero le cinture due mesi dopo in favore di Rotunda e Davis. Nel novembre 1984 con il ring name "Panama Gang", divenne l'ultimo NWA Brass Knuckles Champion sconfiggendo Mulligan. Quando Gang lasciò la compagnia nel 1985, il titolo fu ritirato.
Passò alla All Japan Pro Wrestling dove ebbe dei feud con Giant Baba, Genichiro Tenryu e Jumbo Tsuruta. Lottò in coppia con Bruiser Brody, Killer Tim Brooks e Stan Hansen. Nel 1984 fece coppia con Goro Tsurumi. Poi nel 1986 con Jerry Blackwell, Harley Race e Tiger Jeet Singh.
Durante questi anni lottò anche sporadicamente in Canada e in Texas.

### World Class Championship Wrestling (1985–1986)
Fu membro della fazione "Devastation Inc." di Skandor Akbar e lavorò anche con Gary Hart nella World Class Championship Wrestling (WCCW). Ebbe un feud con The Von Erichs lottando in coppia con Rick Rude. I suoi principali avversari dell'epoca furono Kerry Von Erich, King Parsons, Chris Adams e Bruiser Brody.
Il 5 maggio 1985, perse un hair vs hair match con Kerry Von Erich all'evento 2nd Von Erich Memorial Parade of Champions, e da allora iniziò a sfoggiare il suo caratteristico taglio di capelli alla moicana. Fu quindi sconfitto da Bruiser Brody in un chain match svoltosi a Christmas Star Wars 1985.

### Mid-South (1982–1983, 1985–1987)
A partire dal 1982 lottò nella Mid-South partecipando a tour in Florida, Toronto, Giappone e Texas. Poco tempo dopo la Mid-South cambiò nome in Universal Wrestling Federation, quando Gray ormai aveva conquistato lo status di top heel della federazione, scontrandosi con il favorito del pubblico "Hacksaw" Jim Duggan in diversi match. Alla fine del 1986, One Man Gang vinse l'UWF Heavyweight Championship in una storyline nella quale il campione in carica Terry Gordy, non essendo in grado di combattere per un infortunio causatogli poco prima del match da "Dr. Death" Steve Williams, dovette cedere il titolo per abbandono. Gang tenne il titolo per 6 mesi, difendendolo contro Duggan, Williams, e Ted DiBiase, tra gli altri.
Nel maggio 1987, perse il titolo contro Big Bubba Rogers, e si trasferì alla WWF.

### World Wrestling Federation

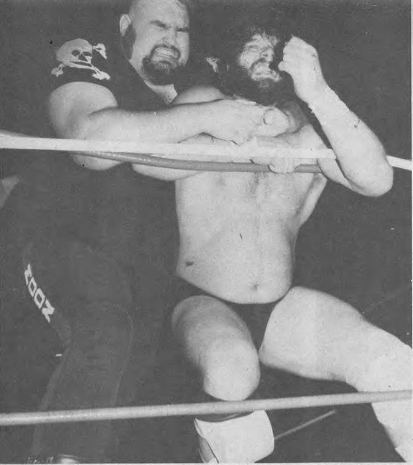
One Man Gang vs. Hacksaw Jim Duggan, 1987 circa

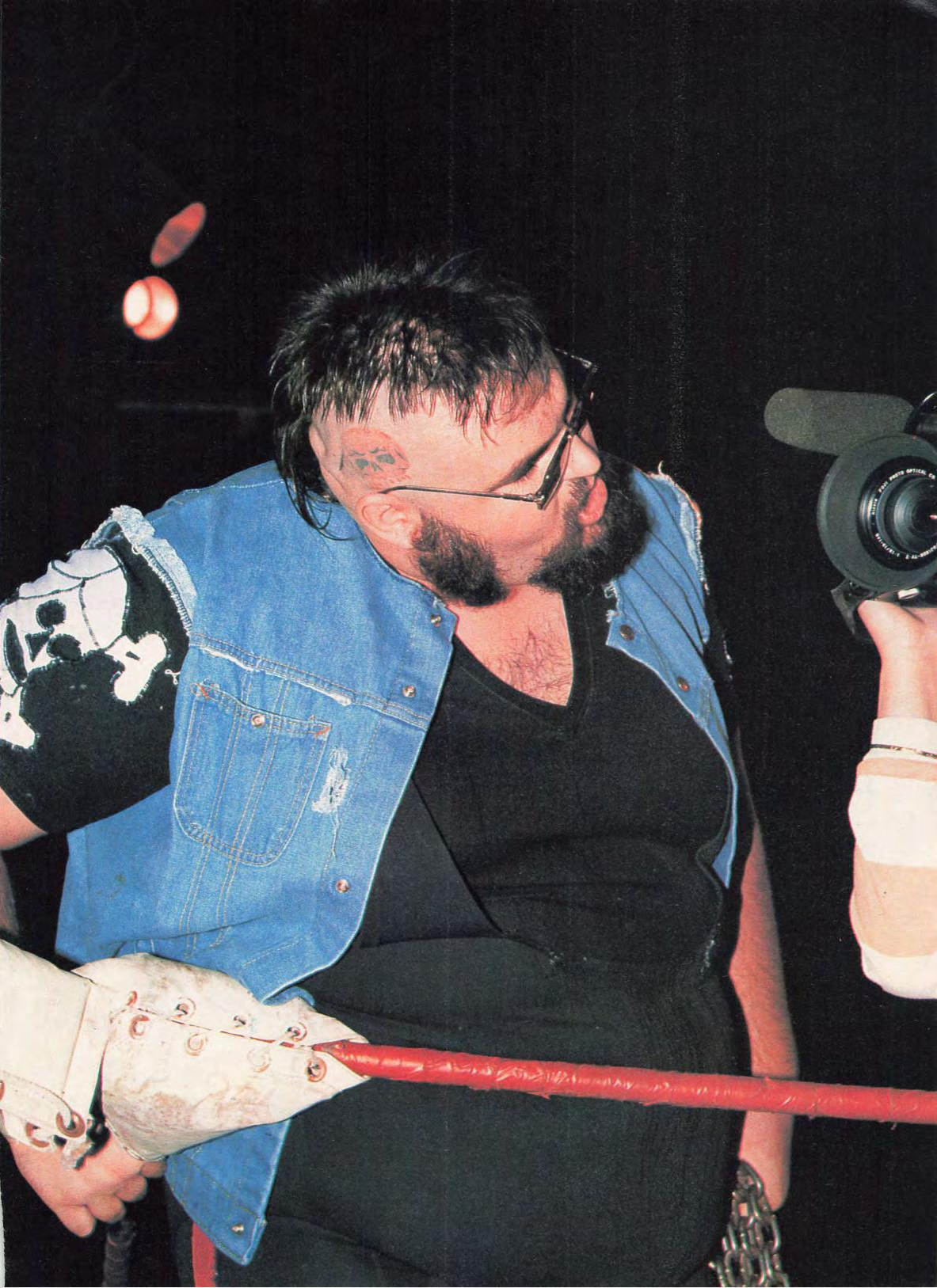
One Man Gang nel 1986

Gray debuttò nella WWF il 12 maggio 1987, guidato dal manager Slick, in un match contro Jesse Cortez. Il primo periodo di Gray in WWF con l'identità di One Man Gang non fu particolarmente degno di nota, in quanto il wrestler non venne mai coinvolto in storyline di spessore che comprendessero una delle maggiori star della federazione come Hulk Hogan o Randy Savage. L'unico avvenimento importante nel quale Gang venne impiegato fu la storyline dell'infortunio procurato a "Superstar" Billy Graham che causò il suo ritiro dall'attività agonistica. One Man Gang prese parte alla prima edizione delle Survivor Series del 1987 come membro della squadra capitanata da André the Giant, contro quella di Hulk Hogan. Nel 1988, Gang partecipò anche alla prima edizione della Royal Rumble, entrando per diciannovesimo sul ring (su 20 partecipanti) ma venne eliminato da Jim Duggan. A WrestleMania IV lottò nel torneo indetto per assegnare il vacante titolo mondiale WWF, sconfiggendo Bam Bam Bigelow per count-out nel primo round, superando i quarti di finale prima di perdere per squalifica in semifinale contro il futuro campione "Macho Man" Randy Savage.

#### Akeem: The African Dream & Twin Towers

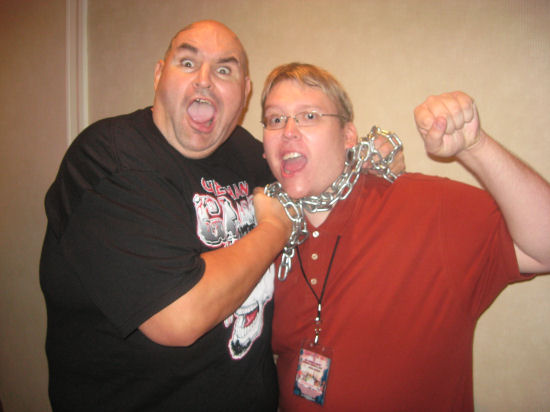
George Gray posa con un fan nel 2008.

Nel settembre 1988, il manager di One Man Gang, Slick, annunciò che Gang aveva scoperto le sue vere radici africane decidendo di riabbracciare le sue origini. Durante un episodio di WWF Superstars, andato in onda il 14 settembre 1988, lo speaker Gene Okerlund si ritrovò in un malfamato ghetto di una imprecisata città americana dove diverse persone di colore vestite con abiti tribali africani danzavano e cantavano davanti ad un fuoco improvvisato; quindi Slick annunciò che One Man Gang d'ora in avanti avrebbe voluto essere chiamato con il suo "vero nome", e cioè "Akeem", The African Dream (il sogno africano). La scenetta andata in onda ricevette molte critiche e accuse di razzismo, in quanto il bianco "Akeem", parlava, si muoveva, e si comportava utilizzando atteggiamenti fortemente stereotipati ed offensivi verso la comunità afroamericana.
Akeem e Big Boss Man, altro cliente di Slick, formarono un tag team chiamato "Twin Towers" (con evidente richiamo alle torri del World Trade Center data l'imponenza dei due wrestler). Anche se i Twin Towers non riuscirono mai a vincere il WWF Tag Team Championship, furono una delle coppie più forti dell'epoca, scontrandosi molte volte con i campioni WWF Demolition, e con i Mega Powers (Hulk Hogan & Randy Savage) di cui provocarono anche lo scioglimento. In seguito i Twin Towers affrontarono i Rockers a WrestleMania V e li sconfissero quando Akeem schienò Shawn Michaels con la sua mossa "Air Africa" dopo una powerbomb da parte di Big Boss Man.
All'inizio del 1990, Big Bossman divenne un face e si rivoltò al suo partner Akeem. La resa dei conti tra Boss Man e Akeem si ebbe a WrestleMania VI, dove Big Boss sconfisse l'odiato ex compagno. Gray lasciò la federazione poco tempo dopo questo incontro.

### World Championship Wrestling
All'inizio del 1991, Gray riesumò la sua gimmick di The One Man Gang per la World Championship Wrestling dove iniziò un feud con El Gigante (Jorge González). Durante uno strano rituale, Kevin Sullivan ricacciò lo spirito di Akeem nell'aldilà, riportando a galla la personalità malvagia di One Man Gang, rendendolo completamente pazzo nel procedimento. Gang e Kevin Sullivan raparono a zero El Gigante durante un attacco a tradimento dopo un incontro. Il feud si concluse quando Gang perse un "Hair vs Argentina Match" (se vinceva El Gigante, avrebbe rapato Gang, se vinceva One Man Gang, Gigante doveva tornarsene in Argentina per sempre) a Great American Bash 1991. Gang venne poi annunciato come partecipante alla "Chamber of Horrors" di Halloween Havoc '91 ma lasciò la compagnia poco prima dell'evento. Si dice che il suo licenziamento fosse dovuto al rifiuto di Gray di essere coinvolto in una storyline che lo avrebbe visto contrapposto a P.N. News.
Gang fece ritorno in WCW nel 1995. Diventò membro della stable heel "Dungeon of Doom" di Sullivan, e conquistò il titolo WCW United States Heavyweight Championship sconfiggendo Kensuke Sasaki. Perse la cintura poco tempo dopo in favore di Konnan.

### Finale di carriera

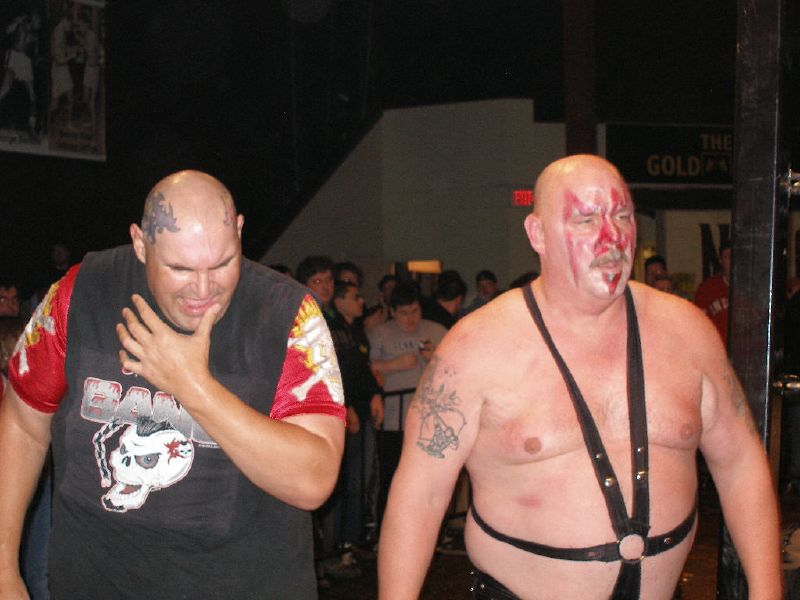
One Man Gang e Demolition Smash nel circuito indipendente

Nel 1998, One Man Gang lottò brevemente nella Extreme Championship Wrestling, facendo anche un'apparizione al ppv November to Remember. Poi ritornò nella WWF nel 2001 per partecipare come "One Man Gang" alla "Gimmick Battle Royal" di WrestleMania X-Seven e sparire subito dopo.
Negli ultimi anni, Grey ha perso molto peso a causa di un attacco di cuore occorsogli nel 2000. Attualmente lavora come guardia carceraria nel Penitenziario di Stato della Louisiana. Anche se non combatte più regolarmente, continua di tanto in tanto a combattere in federazioni locali del circuito indipendente.

## Personaggio
Mosse finali
- 747 Splash (WCW/WWF) / Air Africa (WWF) (Running or standing splash)
- Inverted suplex slam
- Diving bulldog

Manager
- Kevin Sullivan
- Slick
- Theodore Long
- Rockin' Robin
- Gary Hart
- Jimmy Hart
- Boogaloo Brown
- Gentleman Jim Holiday
- Skandor Akbar
- Jim Cornette
- James J. Dillon
- Sir Oliver Humperdink

Soprannomi
- "The African Dream" - come Akeem

## Titoli e riconoscimenti
- Championship Wrestling from Florida
  - NWA Brass Knuckles Championship (Florida version) (1)[13]
  - NWA United States Tag Team Championship (Florida version) (1) - con Ron Bass[14]

- i-Generation Superstars of Wrestling
  - i-Generation Wrestling Australasian Championship (2)

- Mid-Atlantic Championship Wrestling / World Championship Wrestling
  - NWA Mid-Atlantic Tag Team Championship (1) - con Kelly Kiniski[15]
  - WCW United States Heavyweight Championship (1)[4]

- Pro Wrestling Illustrated
  - PWI lo classificò alla posizione numero 312 nella lista dei migliori 500 wrestler singoli dei "PWI Years" del 2003.

- Universal Wrestling Federation
  - UWF World Heavyweight Championship (1)[16]

- World Class Championship Wrestling
  - NWA World Six-Man Tag Team Championship (Texas version) (1) - con Killer Tim Brooks e Mark Lewin[17]

- World Wrestling Council
  - WWC Hardcore Championship (2)[18]

- World Wrestling Federation
  - Slammy Award for Best Group (1987)